# Haskovo (provins)
Haskovo er en af de 28 provinser i Bulgarien, beliggende i den sydlige del af landet, på grænsen til Bulgariens nabolande Grækenland og Tyrkiet. Provinsen har et areal på 5.543 kvadratkilometer og et indbyggertal (pr. 2009) på 307.067.Folketællingen 7. september 2021 viste et indbyggertal på 211.565 i provinsen. Klik på referencen under indledningen i artiklen om Bulgarien for resultat af folketælling.
Haskovos hovedstad er byen Haskovo, der med sine ca. 96.000 indbyggere også er provinsens største by. Af andre store byer kan nævnes Dimitrovgrad (ca. 50.000 indbyggere), Harmanli (ca. 22.000 indbyggere) og Svilengrad (ca. 20.000 indbyggere).